# Paradoxe des feuilles de thé

La ligne bleue en pointillés est un flux secondaire qui pousse les feuilles de thé vers le centre du fond de la tasse.

Le paradoxe des feuilles de thé est un phénomène physique où les feuilles de thé en infusion se déplacent vers le centre du fond de la tasse après un brassage perpendiculaire à la surface du liquide, plutôt que vers les parois de la tasse tel que l'on pourrait s'y attendre lorsqu'une force centrifuge est appliquée. La solution est donnée pour la première fois par Albert Einstein qui explique à partir de là, dans un article de 1926, les causes de l'érosion des berges des rivières (réfutant la loi de Baer),.

## Phénomène
Lors de la rotation du liquide, une force centrifuge lui est appliquée, force qui grandit avec la vitesse de rotation. Or le liquide en contact avec les parois subit une force de friction, qui le ralentit, c'est-à-dire diminue sa vitesse de rotation, et donc la force centrifuge auquel il est soumis. Ainsi, le liquide placé vers le centre sera plus fortement attiré vers l'extérieur que le liquide qui se trouve déjà à l'extérieur, ou en bas ; en conséquence, ces volumes tendront à échanger leur position, et une circulation secondaire se mettra en place, comme montré sur le schéma ci-contre. Toutes les feuilles de thé vont donc à un moment donné se retrouver vers le fond de la tasse, au centre. Ensuite, à cause de leur densité plus importante que le liquide, elles ne pourront pas remonter, et elles vont donc y rester,.

## Méandres de rivière
Le même phénomène peut être observé dans les méandres des rivières. L'écoulement hélicoïdal qui s'y forme est responsable notamment de l'érosion de la berge concave et de la formation de la barre de méandre.